# Boris Golzio
Boris Golzio est un auteur de bande dessinée français né le 16 décembre 1968. Il est également connu sous les pseudonymes de Du Vigan (ou Duvigan) et Walter.

## Biographie
Boris Golzio entre aux Beaux-Arts d'Angoulème en 1984 puis à l'École supérieure des arts décoratifs de Strasbourg l'année suivante. Il va alors travailler dans la publicité[réf. nécessaire] et en 1999, il va se lancer dans la bande dessinée avec une participation en tant que dessinateur, à l'album collectif Drôles d'Histoires de Couple puis Le Guide du Sexe, sous le pseudonyme de Walter. Puis en 2006, sous le pseudonyme de Du Vigan, il lance, associé au scénariste Christian Godard, la série Les postiers. Il reprend en 2009 (crédité sous le pseudonyme de Duvigan), le rôle de dessinateur dans la série Le Rugby des Barbares pour l'éditeur  Hugo BD. A partir de 2018, il est crédité sous le nom de Boris Golzio.

## Publications

### Walter
- Le guide du Sexe, avec Jacky Goupil (scénario), Vents d'Ouest, 2000

### Duvigan (ou Du Vigan)
- Les postiers, scénario de Christian Godart, Bamboo
  - Tome 1, 2006
  - Tome 2, 2007
  - Tome 3, 2008
- Le rugby des Barbares, scénario de Serge Simon, Éditions Hugo & Cie,
  - Le Coach, 2009
  - Faites la boue, pas la guerre, 2010
- Docteur Cymes, , scénario de Sébastien Mao et Michel Cymes, Bamboo
  -  La Vanne de trop...[2], 2014
  - Rien ne va plus !, 2014
- Ca, c'est Paris ! [3], avec Sébastien Mao (scénario), Bamboo, 2015
- Le Corps humain en BD ! , scénario de Sébastien Mao et Michel Cymes, Bamboo, 2016

### Boris Golzio
- Chroniques de Francine R., résistante et déportée [4],[5], scénario, dessin et couleurs de Boris Golzio, Glénat, 2018
- La soucoupe & le prisonnier [6] avec un scénario de Jean-Charles Chapuzet, Glénat, 2021
- Cristal 417 [7],[8], avec un scénario de Mark Eacersall et de Henri Scala, Glénat, 2022